# Radu Potcoavă
Radu Potcoavă (n. 11 iulie 1978, București, România) este un regizor de film român. 
Scurtmetrajul său Miss Sueño a câștigat Marele Premiu la Festivalul Internațional de Film de la Huesca⁠⁠(d) (Spania).

## Biografie
A absolvit Colegiul Național „Gheorghe Lazăr” (1997) și Universitatea Hyperion (2001). A studiat la școala de scenaristică Binger FilmLab⁠(d) din Amsterdam.
În România a regizat mai multe scurtmetraje, lungmetrajele Happy End (2006), Cuscrii (2014) și Vara s-a sfârșit (2016) și seriale TV ca Ai noștri (PRO TV); Valea mută (HBO România) sau Vlad (PRO TV).

## Filmografie

### Scurtmetraje
- Aceeași gară pentru doi (2002)
- Dănuț pleacă pe vapor (2008)
- Tatăl meu e cel mai tare (2012)
- Mesagerul (2015)
- Mă cheamă Costin (2016)
- Miss Sueño (2018)

### Lungmetraje
- Happy End (2006)
- Cuscrii (2014)
- Vara s-a sfârșit (2016)